# Kalevala (Russie)
Kalevala (russe : Калевала, finnois : Uhtua) est une commune urbaine et le centre administratif du raïon de Kalevala de la république de Carélie en Russie.
Jusqu'en 1963, elle s’appelait en carélien : Uhtua, en russe : Ухта.

## Démographie
En 2010, la commune de Kalevala a 4840 habitants.
La démographie de la ville de Kalevala est la suivante:
Recensements (*) ou estimations de la population
| 1939* | 1959* | 1979* | 1989* |
| ----- | ----- | ----- | ----- |
| 3 365 | 3 494 | 4 834 | 5 150 |

| 2009  | 2019  | 2021  | - |
| ----- | ----- | ----- | - |
| 5 278 | 3 855 | 3 784 | - |

## Transports
Kalevala est traversée par l'autoroute 86K-3 entre Kem et la frontière entre la Finlande et la Russie.

## Personnalités liées
- Iivo Ahava (1896-1919), militaire carélien y est né.

## Galerie

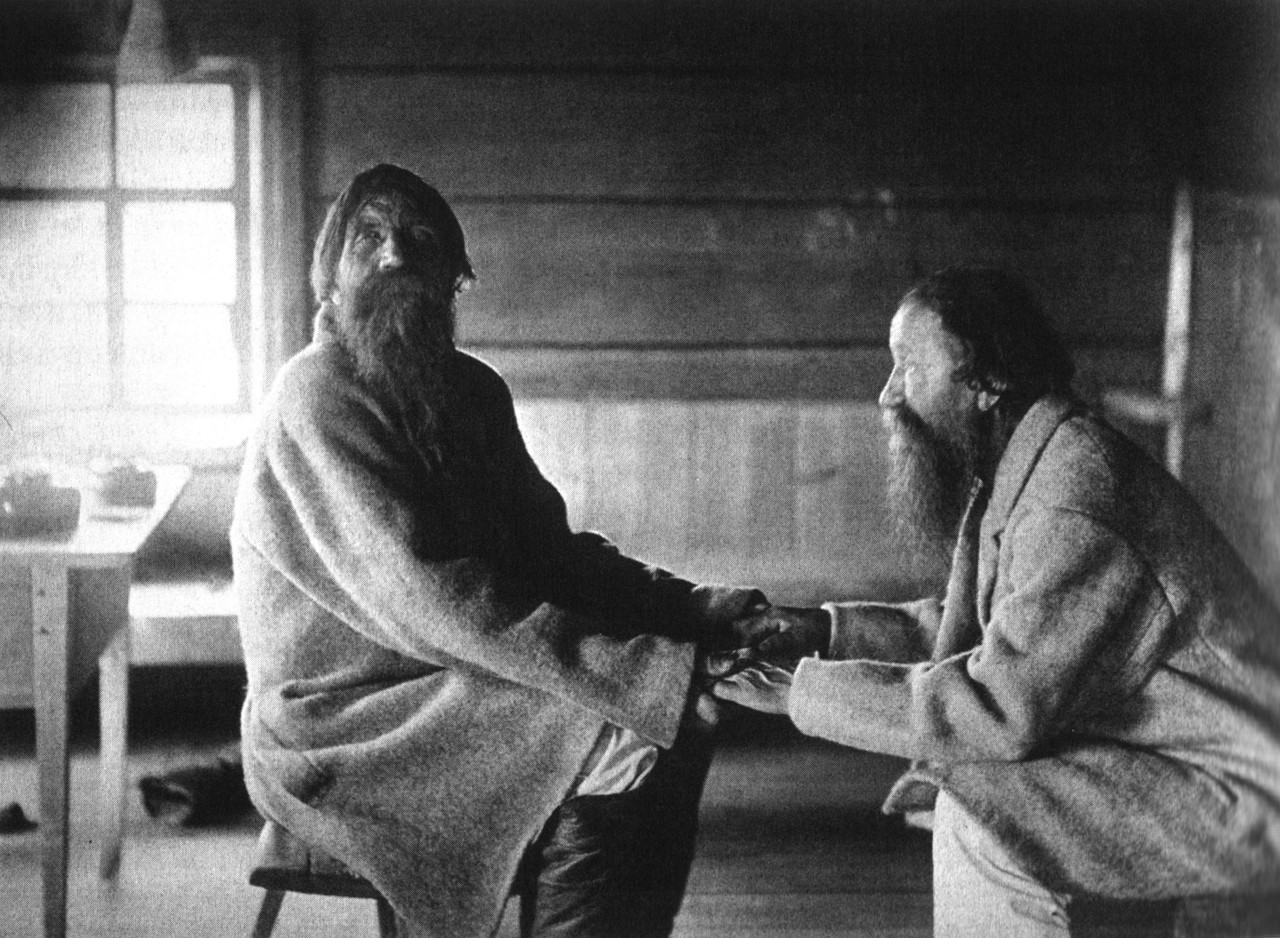
Les chanteurs de poèmes Poavila et Triihvo Jamanen, à Kalevala en 1894.
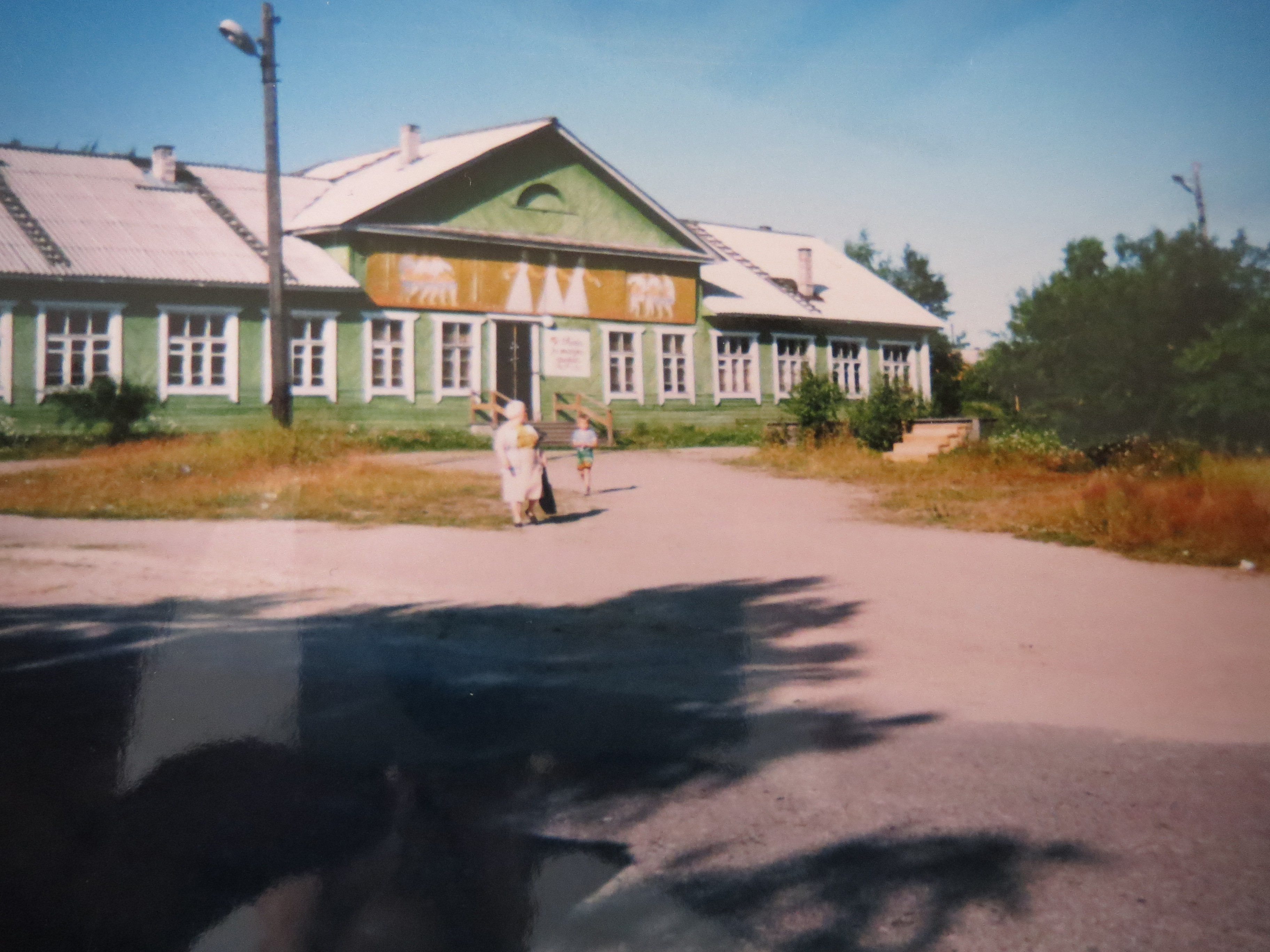
La maison des femmes d'Uhtua (1996).